# Metoa convergens
Metoa convergens là một loài tò vò trong họ Ichneumonidae.